# Darwin Glacier
Darwin Glacier är en glaciär i Antarktis. Den ligger i Östantarktis. Australien gör anspråk på området. Darwin Glacier ligger 744 meter över havet.
Glaciären börjar vid Antarktisplatån och fortsätter mellan Darwin Mountains och Cook Mountains mot Ross shelfis.
Liksom Darwin Mountains är glaciären uppkallad efter Leonard Darwin (en son av Charles Darwin) som mellan 1908 och 1911 var president för Royal Geographical Society.